# John Foster Dulles
John Foster Dulles (Washington D. C., 25 de febrero de 1888 - Washington D. C., 24 de mayo de 1959) fue un político estadounidense. Fue Secretario de Estado de los Estados Unidos durante la presidencia de Dwight D. Eisenhower entre 1953 y 1959. Fue una figura significativa en los primeros años de la llamada Guerra Fría, en especial en una lucha específica contra el comunismo internacional.

## Biografía
Dulles fue el hermano mayor del poderoso Allen Dulles, primer director civil de la CIA, y nieto de John W. Foster, también secretario de estado de los Estados Unidos y hermano de la diplomática Eleanor Lansing Dulles. Su tío político Robert Lansing fue también secretario de estado con el presidente Woodrow Wilson, y Dulles incluso estuvo con él durante las conferencias de paz de Versalles ayudándole a redactar algunos tratados y convenios.
Su hijo, Avery Dulles, fue cardenal de la Iglesia católica y sacerdote jesuita; dio clases en la Universidad de Fordham, en el Bronx, Nueva York, fue el primer teólogo estadounidense que fue elevado al Cardenalato en la Iglesia católica; y murió a los 90 años.
Según el diplomático español José María de Areilza, quien lo trató y frecuentó mucho, estudió Derecho en Princeton, la Sorbona y Washington, y fue bastantes años abogado del bufete internacional de Nueva York Sullivan and Cromwell. Su familia tenía hondas raíces en los movimientos misioneros presbiterianos. En su casa de Washington su biblioteca estaba llena de libros de historia y de religión. De su época universitaria en la Sorbona (fue discípulo de Henri Bergson) conservaba un magnífico francés, y hablaba también un buen alemán. Era muy viajero, lector empedernido, filósofo y religioso a la vez, y un abogado muy curtido, absolutamente anticomunista. Después de la II Guerra Mundial, colaboró activamente con George Marshall y puso en pie gran parte de la ayuda y cooperación económica para Europa con Jean Monnet dentro del llamado Plan Marshall. Antes de que Eisenhower lo incorporara a su equipo electoral en 1952 pasó brevemente por un escaño del Senado como representante republicano del estado de Nueva York.
Apoyó de manera especial a Francia en la guerra contra el Viet Minh en Indochina; y se lo recuerda por no querer estrecharle la mano en señal de saludo al representante chino, Zhou Enlai, en la Conferencia de Ginebra en 1954, en donde se definía el futuro de Vietnam, así como por sugerir a Francia el empleo de bombas nucleares en la batalla de Dien Bien Phu.
Abogado de Prescott Bush y accionista de United Fruit Company, propició el intervencionismo en el gobierno de Guatemala. Fue famoso por señalar al gobierno electo guatemalteco como comunista y por haber ordenado bombardeos sobre humildes ciudades; también propició el derrocamiento del presidente Jacobo Arbenz Guzman, para seguir explotando la tierra y a los trabajadores, dando fin al periodo revolucionario conocido como "Los 10 años de primavera" en Guatemala.
Diestro navegante aficionado, conocía toda la costa este de los Estados Unidos y en 1941 compró gran parte de Duck Island en el lago Ontario para pasar allí largos periodos de veraneo junto a su mujer Janet. Su primer viaje a España fue en 1955; luego la visitó dos veces más, hallando tiempo para visitar el museo del Prado, Toledo y Ávila. Mantuvo contacto con Areilza, Alberto Martín-Artajo y Fernando María Castiella, y se entrevistó con Francisco Franco, anticomunista como él. Solamente no lograba sintonizar con España en cuanto a la situación de las iglesias evangélicas, proscritas por el dictador. A pesar de todo, su hijo Avery abandonó el protestantismo presbiteriano y se convirtió en sacerdote jesuita, llegando a ser cardenal. Desahuciado por los médicos, murió en 1959, y a su funeral acudió su amigo el canciller alemán Konrad Adenauer.
El Aeropuerto Internacional de Washington D. C. debe su nombre a este político.